# Fachada del edificio Segarra
La fachada del edificio Segarra, se corresponde con el inmueble sito en los números 23 y 25 de la calle León y Castillo, en el término municipal de Arrecife, isla de Lanzarote (Canarias, España). Declarado Bien de Interés Cultural con la categoría de Monumento con fecha de 16 de agosto de 2005.

## Contexto histórico y espacial
A lo largo del siglo XIX la ciudad de Arrecife evoluciona y en el antiguo Camino Real que comunica el Puerto de Arrecife con la capital de la isla, la Villa de Teguise, se construyen diversos edificios. En esta ciudad comercial el componente urbano se encuentra representado por viviendas, lonjas, almacenes, bodegas, destilerías, tahonas, molinos, aljibes, maretas y graneros fundamentalmente. La mayor parte de estos inmuebles se caracterizan por ser edificios terreros y solo ocasionalmente se levantan edificios altos que además se muestran singulares y aportan el perfil más elevado de la isla.
La importancia a nivel de Patrimonio Histórico de la calle León y Castillo, que hoy todavía conocemos como Real, es porque en ella se concentra el más antiguo centro comercial urbano de la isla y porque en ella se sitúan las mejores muestras de la arquitectura decimonónica de Lanzarote.
Es la calle más emblemática de la ciudad y en ella la concentración de comercios, almacenes, viviendas, muchas de ellas de dos plantas, dotan a la calle del perfil más elevado del Lanzarote histórico.
De esta calle sobresalen los inmuebles números 23 y 25, conocidos comúnmente y en la actualidad como «Segarra», en función de la zapatería que se sitúa en una parte de él.

## Actividad económica del edificio
Desde el punto de vista histórico-social sabemos que en la segunda mitad del siglo XIX, la familia Cabrera Martinón es una de las más prósperas del lugar y regenta uno de los comercios más importantes de Arrecife. En el siglo XX, esta familia continúa a cargo del comercio y lo expande construyendo un innovador inmueble, frente al comercio familiar. El inmueble edificado es el objeto de esta Declaración.
En la segunda mitad del siglo XIX los monocultivos que jalonan la historia económica de Lanzarote muestran una especial crisis de alternativas. A finales del siglo XIX solo logra mantener cierto nivel de exportación de productos significativos, tales como la cebolla, el tabaco y en menor medida, el tomate. A partir de la tercera década del siglo XX, la familia propietaria del inmueble apuesta por el tabaco. Es un producto que se cultiva en Lanzarote y que comienza a tener problemas de exportación hacia Gran Canaria y Tenerife. A ello se le une la constante crisis del cultivo de la cebolla.
En 1932 se instala en el inmueble una fábrica de tabaco con amplios locales y se llegan a elaborar en ella 7000 cigarrillos por día. El inmueble pasa a denominarse Fábrica de cigarrillos, tabaco y picadura "La Defensa".
Esta fábrica de tabaco es la primera y única que ha tenido Lanzarote. Representa desde el punto de vista económico una apuesta por la industrialización de los cultivos. Sin embargo, no sobrepasa los años cincuenta porque decae junto con el cultivo del que depende.
Por estas fechas, el edificio se divide en dos partes. En una se abre un estanco, que existe hasta la actualidad. En la otra se instala una zapatería mutilando para ello la parte inferior derecha de la fachada. El resultado de esta transformación lo podemos contemplar en la actualidad.

## Características
El edificio posee una fachada con profusión de elementos decorativos y comparte, con la mayoría de edificios de la época, una sola planta si atendemos exclusivamente a su fachada. Ésta se compone de cinco vanos de los que destaca el central por su decoración exuberante. El zócalo combina el cemento con la tirolesa, formando dibujos de cuarterones. A partir de él se desarrolla una decoración que va desde los elementos constructivos como los propiamente decorativos con motivos vegetales y geométricos.
La puerta central y principal adquiere la forma de arco de medio punto cuya clave se resalta con una palmeta bordeada de dos hojas de acanto o cardo. Desde la parte superior del zócalo hasta la línea de imposta, flanquean la puerta dos columnillas, una a cada lado, que se apoyan sobre basamento.
El fuste es estriado y el capitel posee dos volutas simulando el estilo jónico.
Entre el arco y la primera cornisa se localizan unos espacios a modo de enjutas que se utilizan para situar elementos geométricos a ambos lados del arco. Estos elementos poseen cuatro lados: dos rectos y dos curvos.
La primera cornisa decora la parte inferior con elementos vegetales a modo de canes. Entre la primera y segunda cornisa existe un espacio rectangular trazado con relieves geométricos. En la parte central de este espacio se documenta una roseta floral. La segunda cornisa, más resaltada que la primera, decora el inferior con canes y la parte superior constituye el remate del edificio, coronado en la parte central con un elemento de medio punto simulando un frontón curvo, coronado en la parte central y lateral con elementos vegetales -palmetas o acróteras- en el centro. En esta área del edificio y en el interior de un círculo figura la fecha de construcción, 1914. La parte central de la edificación se encaja entre dos pilares muy resaltados.
Los vanos contiguos a la puerta central poseen amplitud y altura y responden a las características de la época en que fue levantado el inmueble.
La altura de estos vanos es similar al central pero posee una decoración diferente. En este caso, se utiliza el arco mixtilíneo y sobre él y en la parte central llega hasta la primera cornisa una decoración vegetal, con elementos curvilíneos estilizados que finalizan en pequeñas volutas.
En el espacio entre esta pequeña cornisa y la superior se colocan elementos decorativos geométricos utilizando fundamentalmente la forma cuadrada.
En el cuadrado central se sitúa un rosetón floral idéntico al que se localiza en la parte principal. La cornisa superior descansa sobre canes, pero en estos vanos es menos pronunciada que en la puerta principal. Los vanos se coronan con espacios rectangulares en donde se sitúan, con finalidad decorativa, siete relieves cuadrados, que simulan leves puntas de diamante. Estos cuerpos acaban con frontones triangulares.
Las dos puertas restantes son más sencillas, de menor altura y más austeras en cuanto a elementos decorativos. En el centro y sobre sus dinteles se localiza un sencillo relieve.
En los espacios laterales de las puertas antes de llegar al dintel se documenta una decoración sencilla de motivos vegetales (palmetas). Una cornisa, a modo de frontón triangular recorre las partes superiores de esta puerta y da paso a unas ventanas rectangulares y de pequeñas dimensiones con unos semicírculos en los lados inferiores del rectángulo. Las ventanas poseen un enrejado de hierro que se curvan formando volutas. Sobre estas pequeñas ventanas, unas cornisas dan paso a un segundo tramo decorativo de la fachada en donde se siguen utilizando las figuras geométricas cuadradas rectangulares.
La cornisa superior, más pronunciada, se asienta sobre canes. El remate de estas puertas se solventa con cuerpos planos y rectangulares, con los mismos relieves cuadrados que aparecen en otras partes de la fachada.
El remate del edificio que se encuentra entre los vanos se resuelve con elementos decorativos vegetales a modo de balaustrada. 
La fachada representa desde el punto de vista del Patrimonio Histórico un conjunto de elementos derivados de la actividad económica, inmobiliaria, artística, urbanística, social y cultural. Se trata de una fachada emblemática para la ciudad en tanto se configura única en su estilo con profusión de elementos decorativos.